# Гвенон на Склатер
Гвенон на Склатер (Cercopithecus sclateri) е вид бозайник от семейство Коткоподобни маймуни (Cercopithecidae). Видът е световно застрашен, със статут Уязвим.

## Разпространение
Разпространен е в Нигерия.